# 202907 Meisenheimer
202907 Meisenheimer este o planetă minoră (asteroid) din centura de asteroizi. A fost descoperită pe 4 septembrie 1996 la Observatorul La Silla de . 
Obiectul prezintă o orbită caracterizată de o semiaxă mare de 2,3914960322112 UAi, o excentricitate de 0,19790025202728, o înclinație de 7,569653453942 ° în raport cu ecliptica.